# Écluse de Villeneuve
L'écluse de Villeneuve est une écluse à chambre unique du canal du Midi. Construite vers 1676, elle se trouve à 213,8 km de Toulouse à 6 m d'altitude. Les écluses adjacentes sont l'écluse de Portiragnes à l'est et les écluse d'Arièges, à l'ouest.
Elle est située sur la commune de Villeneuve-lès-Béziers dans le département de l'Hérault en région Occitanie.